# Libor Marek
Libor Marek (* 1974) je český germanista a vysokoškolský učitel, od roku 2019 děkan Fakulty humanitních studií Univerzity Tomáše Bati ve Zlíně (FHS UTB). 
Absolvoval studium německé a anglické filologie na Filozofické fakultě Univerzity Palackého, získal titul magistr. Na téže fakultě poté získal také titul Ph.D. po absolvování doktorského studia německé literatury. V roce 2006 přešel na Univerzitu Tomáše Bati ve Zlíně, kde začal v roce 2013 pracovat jako odborný asistent na Ústavu moderních jazyků a literatur. V roce 2019 byl zvolen děkanem Fakulty humanitních studií Univerzity Tomáše Bati, přičemž ve funkci vystřídal Anežku Lengálovou. V roce 2023 obhájil funkci děkana, když ve volbě se ziskem osmi z deseti hlasů od členů akademického senátu porazil protikandidáta Lubomíra Beníčka.
V rámci své odborné činnosti se zabývá německou literaturou, jejími dějinami, dále pak literární modernou nebo německou kulturou v českých zemích.